# Guardianes del día (película)
Guardianes del día (Дневной дозор en V.O) es una película rusa de terror fantástico. Se estrenó en las salas cinematográficas del país el 1 de enero de 2006 siendo esta la primera película del año, un año más tarde se estrenaría en Estados Unidos.
La producción es la secuela de la anterior película. A pesar del título, el argumento está basado en la segunda y tercera parte de la novela Nochnói Dozor de Sergéi Lukiánenko. El presupuesto para la misma fue de 4,2 millones de dólares. Fox Searchlight pago 2 millones por los derechos de distribución al mercado extranjero. Solo en Rusia se recaudó 31,9 millones de dólares en las taquillas.

## Argumento

### Tamerlán
El prólogo de la película lleva hasta la antigua ciudad de Samarcanda, en la época medieval, donde Tamerlán (Amir Baýgazin) planea hacerse con la "Tiza del destino". Cuenta una leyenda que aquel que tenga la tiza podrá reescribir la historia y por ende corregir los errores cometidos en el pasado. Para asegurarse de tener éxito planea a conciencia la toma de una fortaleza cuadrangular en forma de laberinto y con cuatro entradas (de las cuales, sólo una es de verdad). Tras descubrir una entrada, llama a sus soldados, los cuales consiguen irrumpir en la fortaleza y Tamerlán conseguir así lo que tanto buscaba.

### Moscú, año 2006
La siguiente escena salta mostrando cómo el edificio de Daria Schultz (Rimma Markova) es derruido. Anton Gorodetskiy (Konstantin Khabensky) se encuentra ante un conflicto interno con los Otros de la Luz y de la Oscuridad mientras trata de seguir con su vida, sigue trabajando como Guardián nocturno, en esta ocasión asesorando a Svetlana Nazarova (Mariya Poroshina), quien tras revelarse que es una Otro se ha pasado al bando de la Luz.
Uno de esos días, ambos reciben la llamada de uno de los compañeros que alerta de que una anciana está siendo atacada. En la persecución, Sveta desoye a su superior y empieza a perseguir al agresor, el cual va ataviado con un pasamontañas. El joven, en un descuido de Svetlana, le clava una aguja con la que atacó a la anciana, cuando se da la vuelta le quita el complemento desvelándose su cara. Para sorpresa de Anton, resulta ser Yegor (Dmitri Martinov) convertido en Oscuro. Debido a que el acto de Yegor puede suponer su ejecución por parte de la inquisición, la Guardia Diurna obliga a Anton a destruir las pruebas en las que el chico ataca a la gente de a pie, violando así la tregua.
Afligido por la terrible equivocación que cometió al recurrir a los servicios de una bruja para matar a su hijo nonato, Anton decide ir tras la legendaria tiza del destino después de leer en un libro de Svetlana la leyenda de Tamerlán, donde se cuenta que su principal éxito militar fue aquel artilugio.
Mientras tanto, en la sede de la Guardia Diurna, todos esperan el cumpleaños de Yegor, llamado a ser el Gran Otro que romperá el equilibrio de la balanza. Tras robar las pruebas incriminatorias, Anton recibe la gratitud de su rival, Zavulon (Viktor Verzhbitsky), lo cual supone la violación de la tregua. Sin embargo, lejos de detenerse, tanto él como los Guardianes del Día tratan de acusarle de unos misteriosos asesinatos que empiezan a sucederse contra Otros oscuros que al parecer son provocados por alguien que desconoce el acuerdo o simplemente lo ignora. Lord Geser (Vladimir Menshov), líder de la Guardia nocturna, decide darle protección mediante un intercambio de cuerpos entre Anton y Olga (Galina Tyunina). El plan resulta ser un éxito y Anton, tiene que verse obligado a vivir en el cuerpo de una mujer hasta que todo pase. Para no levantar sospechas, su jefe le ordena que busque a Svetlana como compañera y pase con ella unos días. Sin embargo, el plan se va al traste cuando Sveta (al descubrir que dentro de Olga está Anton) le recuerda que hace unos días le prometió que saldrían a comer, ya que la velada resulta ser grata hasta que de pronto en el restaurante donde comen se produce la muerte de un Otro oscuro. Sin ninguna coartada, Anton empieza a huir de los oscuros que amenazan con llevarle ante la Inquisición (Nicolai Olyalin)
Tras escapar, queda con Olga en el aeropuerto para intercambiarse de nuevo los cuerpos y volver a ser como antes. Anton sigue empecinado con hacerse con la Tiza del destino, para ello coge un vuelo que le lleve hasta Samarcanda, a pesar de que su compañera se lo impide en todo momento ya que podría desencadenarse una guerra. En el aparato aprovecha para decirle que la tiza no está en Samarcanda sino en Moscú, bajo la propiedad de Zoar (Nurzhuman Ikhtymbayev), propietario de un bar moscovita ambientado en Asia Central. Tras conseguirla, el dueño del local le invita a probar la eficacia de la tiza en la pizarra donde escribe "Yegor", el cual pasa en aquel momento por la calle, y aunque al principio se reconcilian y hacen las paces, las cosas se tuercen cuando este le pide volver con su madre ya que Anton rechaza su proposición debido a que su ex ya no quiere saber nada de él. Después de que desaparezca, Anton coge la chaqueta que antes le había puesto a su hijo, pero se queda en blanco cuando descubre que le ha robado la tiza, momentos antes, Svetlana llamó a Anton, pero al contestar el joven, este furioso le pide que no se entrometa en su relación diciendo que "tiene una familia y que no vuelva a llamar jamás". De vuelta a la sede de la Guardia diurna, Yegor le hace entrega a Zavulon de tan ansiado objeto, pero el tratado de la tregua le impide utilizar la pieza y se la entrega a Alisa (Zhanna Friske) para que pida lo que deseé, aunque eso implique a Zavulon puesto que sabe lo que hará con ella. En su habitación de hotel, no tarda en reclamar la presencia de Kostya, quien aparece con la intención de alejarla de su líder, el cual la tiene controlada mediante un anillo.
Empieza el cumpleaños de Yegor, a la que acude Anton en busca de la tiza y con la intención de demostrar su inocencia en los asesinatos de Otros oscuros, sin embargo en la fiesta, en un brindis con Zavulon es envenenado, pero con fuerzas para delatar al verdadero asesino: el padre de Kostya (Valeri Zolotukhin) quien hiciera un trato con el líder de las tinieblas para devolver a su hijo su condición humana, al reconocer los crímenes, la inquisición se lo lleva, Kostya, como asistente presencia como se llevan a su padre y en el momento de enfrentarse a Zavulon muere apuñalado por él para disgusto de Alisa. Por otro lado, Svetlana llega al Kosmos donde encuentra a Anton, Yegor aprovecha para absorber su energía mediante la aguja que este le clavó por la espalda, sin embargo sale airosa aunque ligeramente demacrada gracias a sus compañeros que se dirigen de camino que aprovechan para decirle que no se cruce con Yegor pero es incapaz de evitarlo puesto que se encuentra al joven oscuro impidiéndole la salida; Svetlana en un intento por salir choca accidentalmente con Yegor provocándole una pequeña hemorragia de sangre, por lo que Zavulon interpreta ese gesto como una violación de la tregua y declara la guerra a los Guardianes de la noche.
Tras el encontronazo con Svetlana, Yegor lanza sobre Moscú, un apocalipsis en forma de canicas que se van fragmentando en varios proyectiles que matan a la mayoría de asistentes y dejando ciega a Svetlana aparte de dejar la ciudad prácticamente destruida empezando por la Torre Ostankino, al comienzo del fin de los tiempos le sigue una cruenta batalla entre los Otros de la luz y de la oscuridad. En medio del caos Anton va en busca de Alisa, quien trata a la desesperada de revivir a Kostya sin éxito, una vez resignada le ofrece la tiza a Anton al reconocer que es incapaz, pues sus acciones no causaron la muerte de su amante, Anton admite su culpabilidad por todo lo sucedido y coge la tiza para impedir la completa destrucción de Moscú y las muertes de los Otros, sin embargo por uno de los pasillos es interceptado por los grandes Otros de ambas guardias, Svetlana y Yegor sin ser conscientes de que el edificio empieza a agrietarse y por el hueco empieza a descender un enorme cristal que a medida que desciende empieza a tener forma de cuchilla, finalmente es salvado por Geser en el último instante y consigue salir del Kosmos dirección a la casa de la bruja a la que visitó hace catorce años.
Al llegar al piso de la mujer escribe en la fachada la palabra NO, tras dejar el mensaje, Moscú vuelve a la normalidad y Anton regresa a 1992 justo en la primera escena de la anterior película a punto de hacer el trato con Daria Schultz.

### Moscú, año 1992
En 1992, como resultado de la influencia de la tiza, Anton se replantea el trato con la bruja por el que quiere recuperar a su mujer todavía sin saber las consecuencias que depararán en el futuro, sin embargo rechaza el trato en el último instante, tras pedir disculpas por las molestias, Anton se encuentra con Oso, Tigrionok y Semyon, los cuales le reconocen a él, pero no así en viceversa. Una vez sale a la calle ve pasar a Svetlana Nazarova, todavía sin maldecirse. En el parque también están Zavulon y Geser, quienes apuestan sobre si será capaz de reconocerla a pesar de no haberse visto nunca después de haber reescrito la historia. Sin embargo, las predicciones de Geser son correctas y Anton, sin saber como, cuando y por qué la reconoce y van juntos.

## Reparto
- Konstantin Khabensky es Anton Gorodetskiy.
- Mariya Poroshina es Svetlana Nazarova.
- Vladimir Menshov es Boris Ignatievich "Geser".
- Galina Tyunina es Olga.
- Viktor Verzhbitsky es Zavulon.
- Zhanna Friske es Alisa Donnikova.
- Dmitriy Martynov es Yegor Petrov.
- Nikolai Olyalin son Inquisidores.
- Aleksei Chadov es Kostya Saushkin.
- Valeri Zolotukhin es Valeriy Sergeevich.
- Nurzhuman Ikhtymbayev es Zoar.
- Aleksei Maklakov es Semyon.
- Aleksandr Samoilienko es Ilya "Oso".
- Anna Sliusareva es Lena "Tigrionok".
- Igor Lifanov es Loro.
- Rimma Markova es Daria Schultz.
- Gosha Kutsenko es Ignat.
- Irina Yakovleva es Galina Rogova.
- Gueorguiý Dronov es Tolik.
- Maria Mironova es Irina Petrova.